# La Marseillaise 1988
De 9e editie van de La Marseillaise werd gehouden op 9 februari 1988 in Frankrijk. De wielerwedstrijd ging over 133 kilometer en werd gewonnen door de Nederlander Ad Wijnands gevolgd door Teun van Vliet en Adrie van der Poel.

## Uitslag
| La Marseillaise 1988 |                      |                    |          |
| Plaats               | Naam                 | Ploeg              | Tijd     |
| Winnaar              | Ad Wijnands          | Superconfex-Yoko   | 3u18'43" |
| 2                    | Teun van Vliet       | Panasonic-Isostar  | z.t.     |
| 3                    | Adrie van der Poel   | PDM-Concorde       | z.t.     |
| 4                    | Ludo Peeters         | Superconfex-Yoko   | z.t.     |
| 5                    | Jan Nevens           | Sigma-Fina         | z.t.     |
| 6                    | Jean-Claude Colotti  | R.M.O.-Méral-Mavic | z.t.     |
| 7                    | Michael Wilson       | Weinmann-La Suisse | z.t.     |
| 8                    | Hennie Kuiper        | Sigma-Fina         | z.t.     |
| 9                    | Éric Caritoux        | KAS-Canal 10       | z.t.     |
| 10                   | Jean-Claude Leclercq | Weinmann-La Suisse | z.t.     |

1980 · 1981 · 1982 · 1983 · 1984 · 1985 · 1986 · 1987 · 1988 · 1989 · 1990 · 1991 · 1992 · 1993 · 1994 · 1995 · 1996 · 1997 · 1998 · 1999 · 2000 · 2001 · 2002 · 2003 · 2004 · 2005 · 2006 · 2007 · 2008 · 2009 · 2010 · 2011 · 2012 · 2013 · 2014 · 2015 · 2016 · 2017 · 2018 · 2019 · 2020 · 2021 · 2022 · 2023 · 2024 · 2025